# Festival MixBrasil
MixBrasil es un portal web de contenidos enfocado en la diversidad sexual en Brasil. Creado en 1994, fue el primer portal de contenidos de Brasil dirigido a gays y estuvo activo hasta 2015, antes de reanudar sus actividades siete años después, en 2022, bajo una sociedad entre el fundador, André Fischer, y el periodista Vinícius Yamada .

## Festival Mix Brasil
El portal MixBrasil fue lanzado en 1994 después de la primera edición del Festival Mix Brasil de Cultura da Diversidade .
El Festival Mix Brasil de Cultura da Diversidade fue creado en 1993 por André Fischer (quien también creó el portal MixBrasil ) a través de una invitación hecha por el Festival de Cine Experimental Gay y Lésbico de Nueva York. quienes decidieron ampliar sus horizontes e invitar a curadores extranjeros a mostrar las diferentes formas de expresión de la sexualidad en otros países. Este festival, celebrado en Nueva York, pasó a llamarse "MIX New York". André Fischer fue el responsable de seleccionar la programación brasileña para este festival, bajo el nombre Sexualidades Brasileñas. Con base en esta participación brasileña en el festival de Nueva York, el Departamento de Cine del Museu da Imagem e do Som decidió hacer una invitación para ser sede de una edición brasileña del festival, que se denominó "I Festival MiX Brasil", siendo realizado a partir de la selección, realizado por André Fisher, de 76 obras exhibidas en el Festival de Nueva York, editadas en 12 programas cortos. El festival brasileño se estrenó el 5 de octubre de 1993.
Desde la primera edición, se han editado versiones para la presentación del festival en varias capitales brasileñas. La proyección del primer Festival MiX Brasil en Río de Janeiro, programada para realizarse en la Casa Laura Alvim, fue cancelada 4 días antes del evento por Beatriz Nogueira, quien decidió que Río de Janeiro no estaba preparado para este evento. La actuación en Río de Janeiro fue improvisada en la Torre de Babel por invitación de Ringo Cardia. Las ediciones del festival ahora se realizan anualmente y son bien recibidas por diversos segmentos de la sociedad por enfrentar la diversidad sexual de manera abierta.
Inicialmente, mostraba cortometrajes de temática LGBT. Actualmente exhibe teatro, música, literatura, conferencias, laboratorios de cine y películas sobre la diversidad. Actualmente, el Festival cuenta con João Federici como comisario de cine, Josi Geller como director general, Vinícius Yamada como gestor de contenidos web.
La 28ª edición del Festival Mix Brasil tendrá lugar del 11 al 22 de noviembre de 2020 en São Paulo.

## Revista Junior
En 2007, MixBrasil creó la publicación impresa Revista Junior . La revista circuló en los quioscos entre 2007 y 2015.